# Mertelu
Mertelu is een bestuurslaag in het regentschap Gunung Kidul van de provincie Jogjakarta, Indonesië. Mertelu telt 3499 inwoners (volkstelling 2010).